# Vrgoraci-mező
A Vrgoraci-mező (horvátul: Vrgorsko polje, Vrgoračko polje, vagy helyi elnevezéssel Jezero) egy karsztmező Horvátországban, Dalmáciában, Split-Dalmácia megyében.

## Fekvése
A Vrgoraci-mező a legalacsonyabb karsztmezők közé tartozik, mely a Neretva-folyó alsó medencéjében fekszik. Zárt karsztvölgyet alkot, mely mindössze 20–28 méterrel van a tengerszint felett. Területe 2963 hektár, ebből 2840 hektár szántó. A mező leghosszabb részén 15 km hosszú és 0,5–4 km széles. Északkeleti oldalán a Kosa (356 m), a Prolog (441 m), a Zveč (464 m), a Šubir (503 m) és a Maljevica (208 m) nevű dombok zárják le, a délnyugati oldalon pedig a Rilić-hegy határolja. Átfolyik a mezőn a Matica-folyó, amely északnyugaton több forrásból (Mrtva, Studena, Lukovac) ered, és a mező délkeleti részén bukik a föld alá. Magas vízállásnál eléri a 2138 m hosszú vízelvezető csatornát és folyik tovább a Baćina-tavak felé. A csatorna megépítéséig (1938) a mezőn a Jezero nevű időszakos tó volt, amely tavasszal a mező 2/3-át árasztotta el.

## Története
A régészeti leletek tanúsága szerint Vrgorac környéke már az ókorban is lakott volt. A térség első ismert népe az illírek egyik törzse a dalmátok voltak, akik a magaslatokon épített, jól védhető erődített településeikben laktak. A rómaiak hosszú ideig tartó harcok után csak az 1. században hódították meg ezt a vidéket. Az illírek elleni 9-ben aratott végső győzelem után békésebb idők következtek, de római városiasodás csak érintőleges hatással volt erre a térségre. A legközelebbi város Narona volt, melynek vonzáskörzetébe ez a terület is beletartozott. A horvát törzsek a 7. század végén és a 8. század elején telepedtek le erre a területre, melynek itt maradt lakosságát magukba olvasztották. Vrgorac középkori várát már 950 körül említi Bíborbanszületett Konstantin bizánci császár a birodalom kormányzásáról írt művében mint neretvánok kenézségének Paganiának a részét képező rastokai zsupánság székhelyét.
A horvát méltóságok kezén Vrgorac középkori várának jelentős védelmi szerepe volt. A török a 15. század második felében, 1477 körül szállta meg ezt a vidéket, mely 1690-ben szabadult fel végleg a több mint kétszáz éves uralma alól. A török uralom után a térség a Velencei Köztársaság része lett. A török uralom végével a környező településekkel együtt újra benépesült. Az új betelepülők három ferences szerzetes vezetésével főként a szomszédos Hercegovinából érkeztek. A lakosság főként földműveléssel és állattartással foglalkozott, de a határhoz közeli fekvésénél fogva eleinte még gyakran kellett részt vennie a velencei-török összecsapásokban. A velencei uralomnak 1797-ben vége szakadt és osztrák csapatok vonultak be Dalmáciába. 1806-ban az osztrákokat legyőző franciák uralma alá került, de Napóleon lipcsei veresége után 1813-ban újra az osztrákoké lett.
1918-ban az új szerb-horvát-szlovén állam, majd később Jugoszlávia része lett. 1938-ban áttörték a Vrgoraci mezőről a tengerpartra vezető út alagútját. Röviddel a Független Horvát Állam megalakulása után 1941. április 17-én olasz csapatok vonultak be Vrgoracra és vidékére. Olaszország kapitulációja után 1943-ban német csapatok szállták meg a vidéket. 1944. október 24-én a németek kivonultak a környékről és két nappal később Vrgorac felszabadult. A háború után a terület a szocialista Jugoszláviához került. 1991 óta a független Horvátországhoz tartozik.

## Népesség
A mai lakosság döntően azoktól a betelepülőktől származik, akik a moreai háború (1684-1699) idején érkeztek ide Hercegovinából Mate Bebić szerdár vezetése alatt. Az idők folyamán, különösen a hercegovinai határt megállapító pozsareváci békével (1718) zárult ún. kis háború után azonban ezeket a családokat részben újak váltották fel. A mező települései Otrić-Seoci (653 lakos, 2011), Dusina (503 lakos) és Umčani (228 lakos).

## Gazdaság
A helyi gazdaság alapja hagyományosan a mezőgazdaság (szőlő, eper és más gyümölcsök) és az állattenyésztés (főként a sertés). A termelés lehetővé tétele, illetve a mezőgazdasági termelés javítása érdekében a mező rendezésére meliorációs munkálatokat végeztek. 1938 októberéig egy 2130 méter hosszú vízelvezető csatornát ástak, amely a Baćina-tavakhoz vezetett, innen pedig egy 160 méteres csatorna vezet a tengerhez. A háború után új létesítmények készültek. 1945-1946-ban átvágták a Prigon-kőnyerget, hogy egy évtizeddel később a Krotuša környékéről is leeresszék a vizet. Az 1972 és 1977 közötti munkálatok lehetővé tették a víz nagyobb mértékű lecsapolását a mezőkről. Ez csökkentette az áradások szintjét és időtartamát, de még nem oldotta meg teljesen a felesleges víz elvezetésének problémáját.

## Vizei
A mező az északi és északnyugati szélén ahol számos forrás található vízben gazdag. A legnagyobb forrás a Butina, a legnagyobb vízfolyás pedig a Matica. A szemközti oldalakon, délen és keleten, szakadékos területek vannak. Ezek Kruška, Staševica, Crpala, Krotuša, Spilov, Krtinovac, Crni vir és mások. Természetes körülmények között a mező rajtuk keresztül ürül ki az alacsonyabb részek és a tenger felé.
A vízellátás nem kiegyensúlyozott, szélsőségeket mutat. Nyáron nagyon kevés a víz, míg télen túl gazdag vízben. Alacsonyabb magasságokban időnként elárasztja a nagy mennyiségű forrás és csapadékvíz. Mindez veszélyezteti a helyi mezőgazdasági termelést. Az éghajlati viszonyok a víz aránytalan eloszlása ellenére olyanok, hogy a mezőgazdasági termelést egész évben lehetővé teszi. A mező nyáron él a legjobban, amikor vízszegény.

## Fordítás
Ez a szócikk részben vagy egészben  a   Vrgorsko polje című horvát Wikipédia-szócikk ezen változatának fordításán alapul.  Az eredeti cikk szerkesztőit annak laptörténete sorolja fel. Ez a jelzés csupán a megfogalmazás eredetét és a szerzői jogokat jelzi, nem szolgál a cikkben szereplő információk forrásmegjelöléseként.